# Battista Antonelli

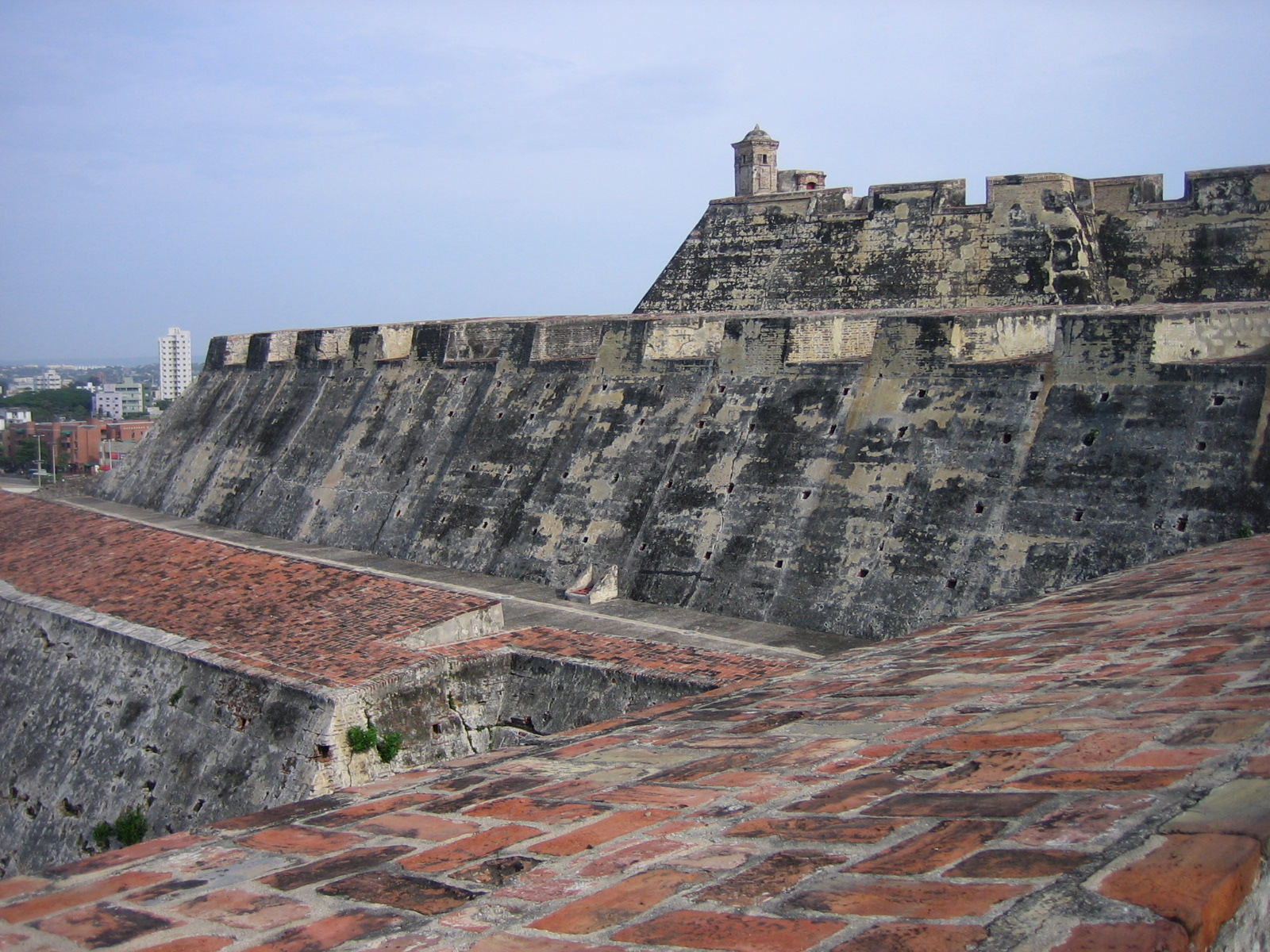
Castello di San Felipe de Barajas a Cartagena de Indias.

Battista Antonelli (Gatteo, 1547 – Madrid, 1616) è stato un ingegnere militare italiano, fratello minore di Giovanni Battista Antonelli, al servizio del Regno di Spagna.

## Biografia

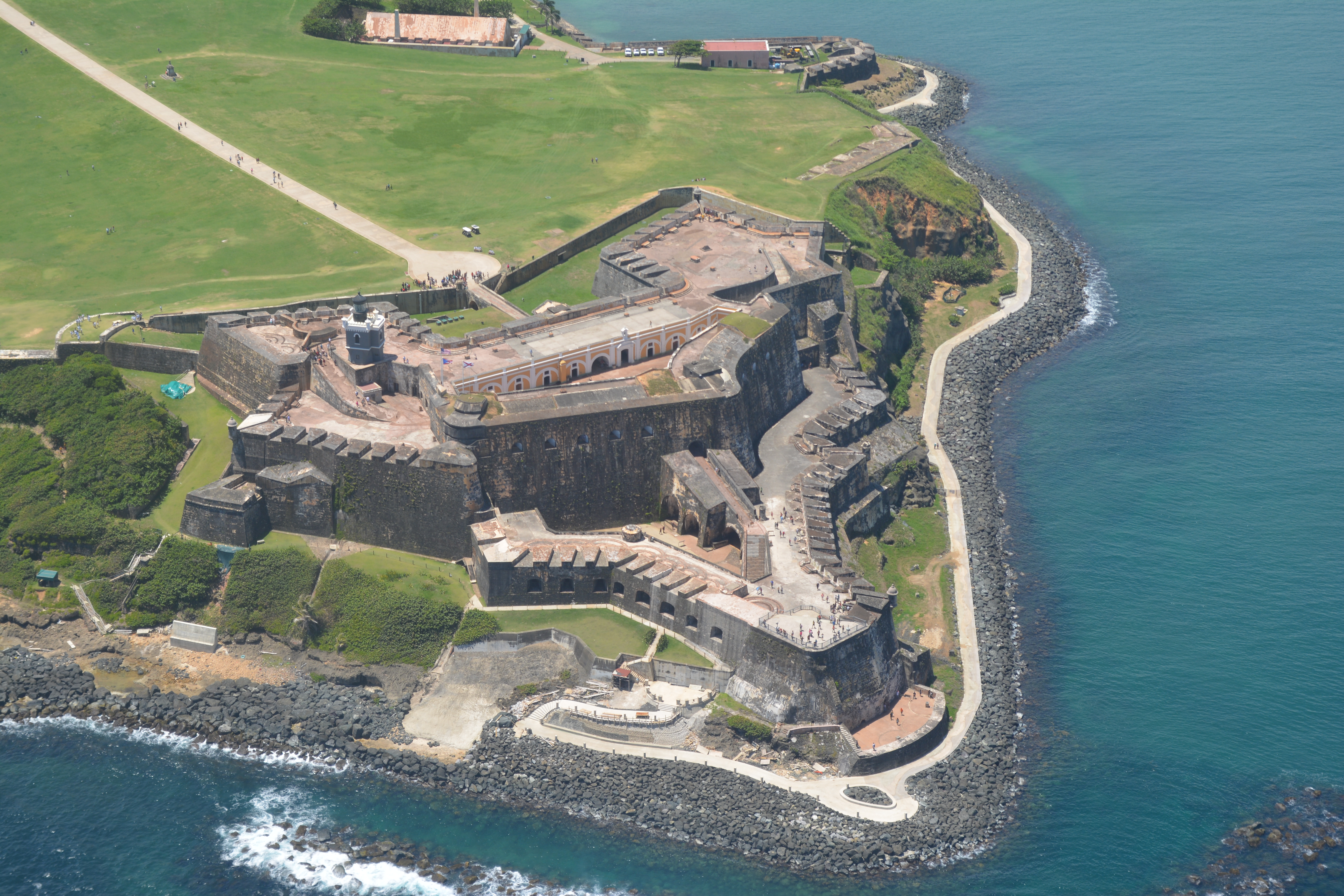
Forte San Felipe del Morro, San Juan, Porto Rico

Antonelli nacque a Gatteo in Romagna, ed entrò al servizio di Filippo II di Spagna nel 1570, lavorando con il fratello maggiore Giovanni Battista su progetti a Orano, Algeria e in Spagna.
Nel 1581 il re di Spagna commissionò a Battista Antonelli la costruzione di una fortezza lungo lo Stretto di Magellano, per proteggere tale corsia vitale per i traffici marittimi dagli attacchi dei corsari inglesi. Il progetto, sotto il comando di Pedro Sarmiento de Gamboa e Diego Flores Valdez, fu un completo fallimento, risultando una soluzione di breve durata, in seguito chiamata Puerto Hambre.
Battista Antonelli tornò in Spagna, malato e deluso. Si convinse, tuttavia, a prendere un secondo incarico e nel 1586, costruì le fortificazioni per la città di Cartagena de Indias, in Colombia. Utilizzando la più aggiornata tecnologia militare del tempo, disegnò le difese della città, il castello di San Felipe de Barajas, il forte di San Sebastián de Pastelillo, il castello di San Fernando e, a Porto Rico, il Forte San Felipe del Morro.
Antonelli poi raggiunse Panama dove raccomandò l'abbandono dell'insediamento di Nombre de Dios in favore di Portobello.
A Panamá la Vieja, presso la costa del Pacifico, sviluppò un piano per una fortificazione della città, che non fu mai realizzato. Egli poi si imbarcò per Cuba dove presso L'Avana disegnò le fortificazioni che culminano nella fortezza del Castello del Morro.
Dopo diversi viaggi soprattutto nei  Caraibi, Battista Antonelli si stabilì in Spagna, lavorando su rocche e fortezze come a Gibilterra e altrove. Morì a Madrid nel 1616.

## Opere

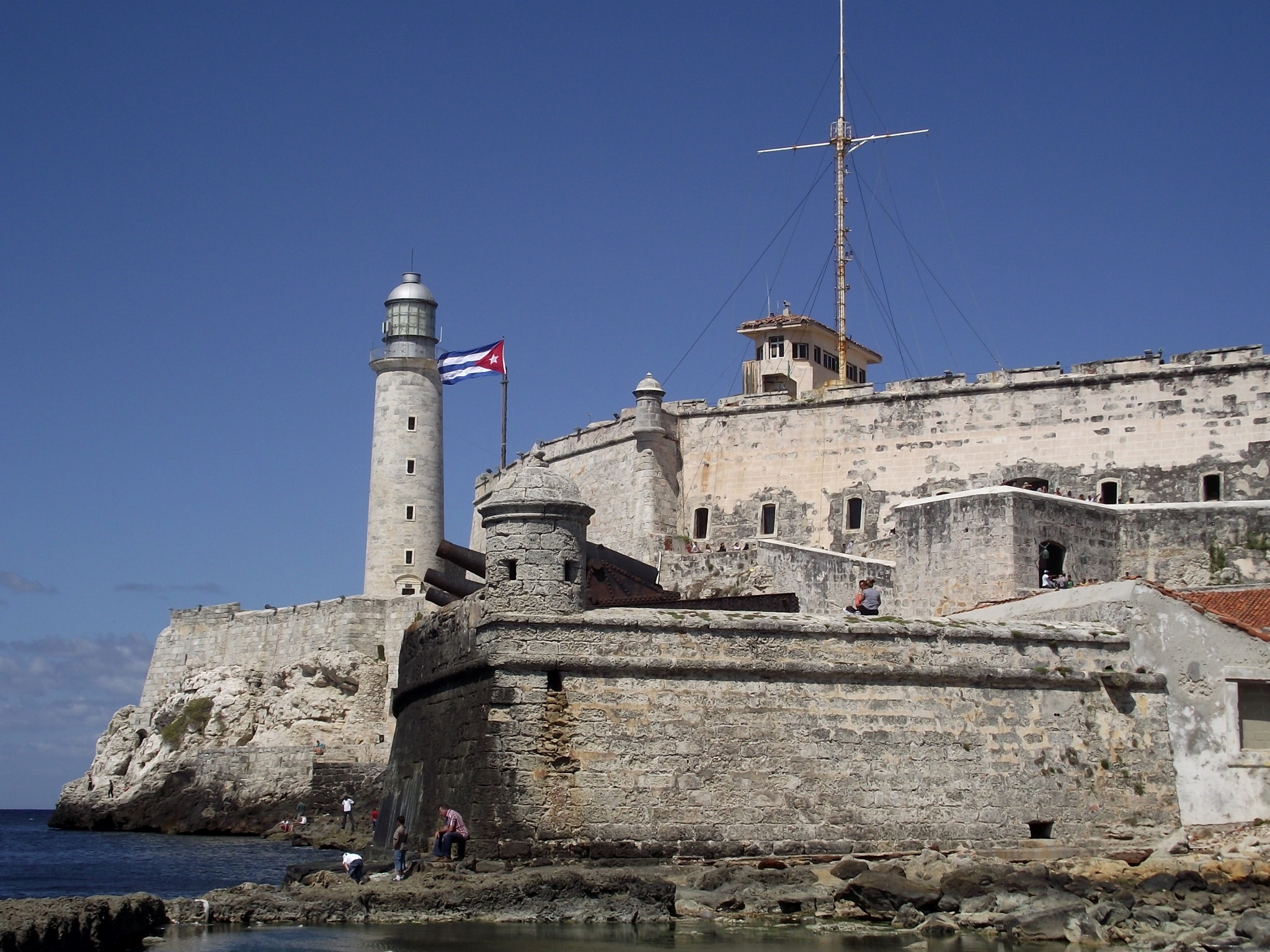
Castello del Morro di L'Avana, Cuba

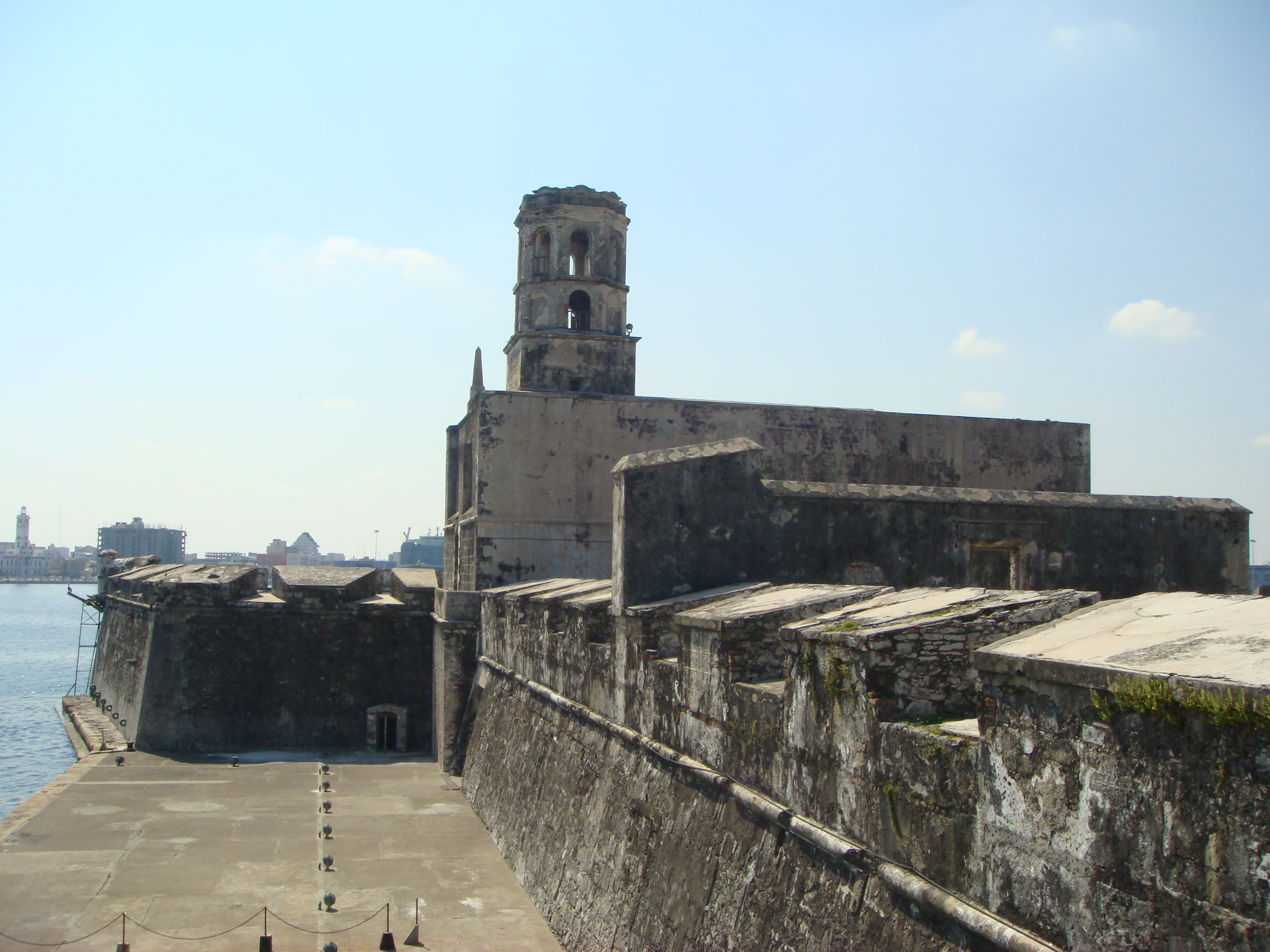
San Juan de Ulúa di Veracruz, Messico

- Castello di San Felipe de Barajas, Forte di San Sebastián de Pastelillo, Castello di San Fernando de Bocachica e Bastione di Santa Cruz, Cartagena de Indias, Colombia
- Forte San Felipe del Morro, San Juan, Porto Rico
- Castello del Morro, Castello di San Salvador de la Punta e conclusione dell'acquedotto Zanja Real, L'Avana, Cuba
- Castello di San Pedro de la Roca, Santiago di Cuba, Cuba
- Forte San Lorenzo, Provincia di Colón, Panama
- Ampliamento della fortezza San Juan de Ulúa, Veracruz, Messico
- Fortezza reale di Santiago de Arroyo, Araya, Venezuela